# Annona quinduensis
Annona quinduensis este o specie de plante angiosperme din genul Annona, familia Annonaceae, descrisă de Carl Sigismund Kunth. Conform Catalogue of Life specia Annona quinduensis nu are subspecii cunoscute.